# 塔吉克斯坦国家银行
塔吉克斯坦国家银行 （英語：National Bank of Tajikistan，简称NBT）系塔吉克斯坦的国家银行，是塔吉克索莫尼的发行机构。它由国家全资拥有，向塔吉克斯坦议会下院负责；但同时它也依法作为一个独立的法人实体，独立安排及执行其任务活动，不受任何行政机关干涉。

## 目标与职能

### 目标
塔吉克斯坦国家银行的法定主要目标为：
- 维持国家货币塔吉克索莫尼购买力的稳定；
- 发展和巩固共和国的银行体系；
- 维持结算系统的高效，平稳运行；

### 职能
塔吉克斯坦国家银行的法定职能有：
- 制定和实施货币政策；
- 担任政府的银行，代理政府处理财政事务；
- 开展经济和货币数据统计及分析，并以此为据，为政府行政提出经济方面的建议；
- 监督和规范商业银行和其他金融机构的活动；
- 在迫不得已的情况下，担任运营不当的商业银行以及其他金融机构的最后贷款人；
- 促进银行同业支付系统的高效运行；
- 垄断货币发行权，发行货币并组织流通；
- 管理国家的外汇储备；
- 代表塔吉克斯坦共和国负债；
- 保持国家的收支平衡；

## 组织结构
塔吉克斯坦国家银行由中央办公厅和区域分部组成。在中央办公厅有主席办公室，9个部门，7个管理人员，5个独立司以及杂志编辑部。而区域分部共有5个。以下为部门列表
- 中央办公厅：
- 主席办公室（英語：Chairman Office）
- 内部审计部（英語：Internal Audit Department）
- 人事管理员（英語：Personnel Management）
- 风险分析司（英語：Risk Analysis Division）
- 货币政策部（英語：Monetary Policy Department）
- 金融监管部（英語：Financial Monitoring Department）
- 银行监管部（英語：Banking Supervision Department）
- 法务管理员（英語：Legal Management）
- 支付系统部（英語：Payment Systems Department）
- 国际关系部（英語：International relations Department）
- 安保管理员（英語：Security Management）
- 行政管理员（英語：Administrative Management）
- 现金事务司（英語：Cash servicing Division）
- 杂志编辑部（英語：Magazine “Bonkdori dar Tojikistan”）
- 外汇管理部（英語：Foreign Exchange Regulation Department）
- 会计与报告管理员（英語：Accounting and Reporting Management）
- 国际储备管理部（英語：International Reserves Management Department）
- 统计与国际收支管理员（英語：Statistics and balance of payments Management）
- 公开市场操作管理员（英語：Open Market Operations Management）
- 货币流通与现金业务部（英語：Money Circulation and Cash Operations Department）
- 翻译司（英語：Translation Division）
- 文书司（英語：Clerical Division）
- 第一司（英語：First Division）
- 区域分部：
- 塔吉克斯坦国家银行霍罗格分部（英語：Regional Department of the National Bank of Tajikistan in Khorugh town）
- 塔吉克斯坦国家银行苦盏分部（英語：Regional Department of the National Bank of Tajikistan in Khujand town）
- 塔吉克斯坦国家银行库尔干秋别分部（英語：Regional Department of the National Bank of Tajikistan in the Qurghonteppa town）
- 塔吉克斯坦国家银行库洛布分部（英語：Regional Department of the National Bank of Tajikistan in Kulob town）
- 塔吉克斯坦国家银行盖尔姆（英语：Gharm）分部